# Алиев, Курбан Гасанович
Курбан Гасанович Алиев — советский хозяйственный, государственный и политический деятель.

## Биография
Курбан Алиев родился 22 июня 1921 года в городе Чита. После переезда семьи Алиевых в Баку в 1932 году он окончил школу № 6 в 1941 году. В том же году Курбан Алиев поступил в Азербайджанский государственный медицинский институт имени Наримана Нариманова и проучился на лечебно-профилактическом факультете до 1946 года.
Трудовую деятельность Курбан Алиев начал в 1946 году врачом в сельской больнице Хызынского района, в 1948—1961 годах работал заведующим отделением, ответственным секретарем и председателем республиканского комитета профсоюза медицинских работников. В 1961—1971 годах работал первым секретарем 26-го Бакинского райкома партии в Баку, а в 1971—1987 годах — министром высшего и среднего специального образования Азербайджанской ССР.
Курбан Алиев отличался компетентностью и профессионализмом во всех сферах деятельности, демонстрировал высокую организованность и глубокую ответственность, всегда достойно справлялся со своими обязанностями. Он принимал активное участие в общественно-политической жизни Азербайджанской ССР, был избран депутатом Верховного Совета АзССР шести созывов.
Делегат XXIII и XXIV съездов КПСС.
Курбан Алиев, много лет занимавшийся плодотворной научно-педагогической деятельностью, в 1959 году защитил диссертацию и получил степень кандидата медицинских наук. В области подготовки медицинских специалистов в республике он работал с 1949 года и занимал должности лаборанта, ассистента, доцента и профессора Азербайджанского государственного медицинского университета. В течение всего этого периода, как опытный организатор здравоохранения, он внес большой вклад в изучение и применение передового опыта в области медицины. Курбан Алиев является автором нескольких монографий, научных статей и методических пособий по организации курортологии и медицинских услуг.
Курбан Алиев был министром высшего и среднего специального образования в течение 16 лет и оказал существенный вклад в улучшение системы образования, укрепление материально-технической базы учебных заведений и направлении образования на развитие экономики и науки в Азербайджане. Он принимал активное участие в реализуемых руководством Азербайджана масштабных программах по приобретению молодежью необходимых навыков.
В 1966 году ему присвоено звание Заслуженного врача республики, он был награждён рядом орденов и медалей. Курбан Алиев был персональным пенсионером президента Азербайджанской Республики.
В 1991 году награждён Почётным дипломом Азербайджанской ССР.
Курбан Гасан оглы Алиев скончался 30 марта 2008 года в возрасте 87 лет.